# Dasyhelea auli
Dasyhelea auli är en tvåvingeart som beskrevs av Remm 1926. Dasyhelea auli ingår i släktet Dasyhelea och familjen svidknott. Inga underarter finns listade i Catalogue of Life.